# Ernst Christian
Dr. Ernst Christian (n. 1920, Peciu Nou (Ulmbach), Banat – d. 24 decembrie 2004) a fost un om de știință, scriitor de limba germană și activist social din Germania, originar din România.
La vârsta de 19 ani a fost chemat sub arme, participând și la operațiune de pe înălțimile Seelow, pe râul Oder. A fost o vreme prizonier al trupelor americane.
După eliberarea din prizonierat a studiat la Universitatea din Graz, unde a luat doctoratul în fizică, după care s-a mutat la Nürnberg. Aici a lucrat ca cercetător și dezvoltator la firma Grundig, până la pensionare. În această perioadă a realizat peste 20 de invenții în domeniul fizicii aplicate și al instalațiilor tehnice. Pentru acestea, a fost recompensat cu Premiul Diesel.
După pensionare, Ernst Christian s-a dedicat primirii și asimilării conaționalilor săi care au afluit la începutul anilor 1990 din România spre Franconia centrală. S-a implicat în căutarea de soluții pentru problemele lor, în special cele legate de acceptarea lor în comunitățile locale. După ce, practic, toți germanii din România au emigrat în Germania, Dr. Christian a continuat să se ocupe de germanii veniți din Rusia.
A fost multă vreme președinte al "Aussiedlerbeirat" (Consiliul pentru imigranți) din Nürnberg, unde a înființat și construit în 1995 "Haus der Heimat" (Casa patriei), ca loc de adunare și consiliere pentru emigranții germani. 

## Scrieri
- Geschichten aus dem Krieg - Vier Monate in Pommern, Nürnberg, 1995
- Geschichten nach dem Krieg / Zehn unruhige Jahre 1945 - 1954, Nürnberg, 2005
- Banat-Deutsche in der Waffen-SS, 4.SS-Polizei-Division (Banater Schwaben in der Waffen-SS, Aufbau der Waffen-SS, die 4.SS-Polizei-Panzer-Grenadier-Division im Einsatz im Banat nach der Kapitulation Rumäniens 1944).[2]